# Air Italy

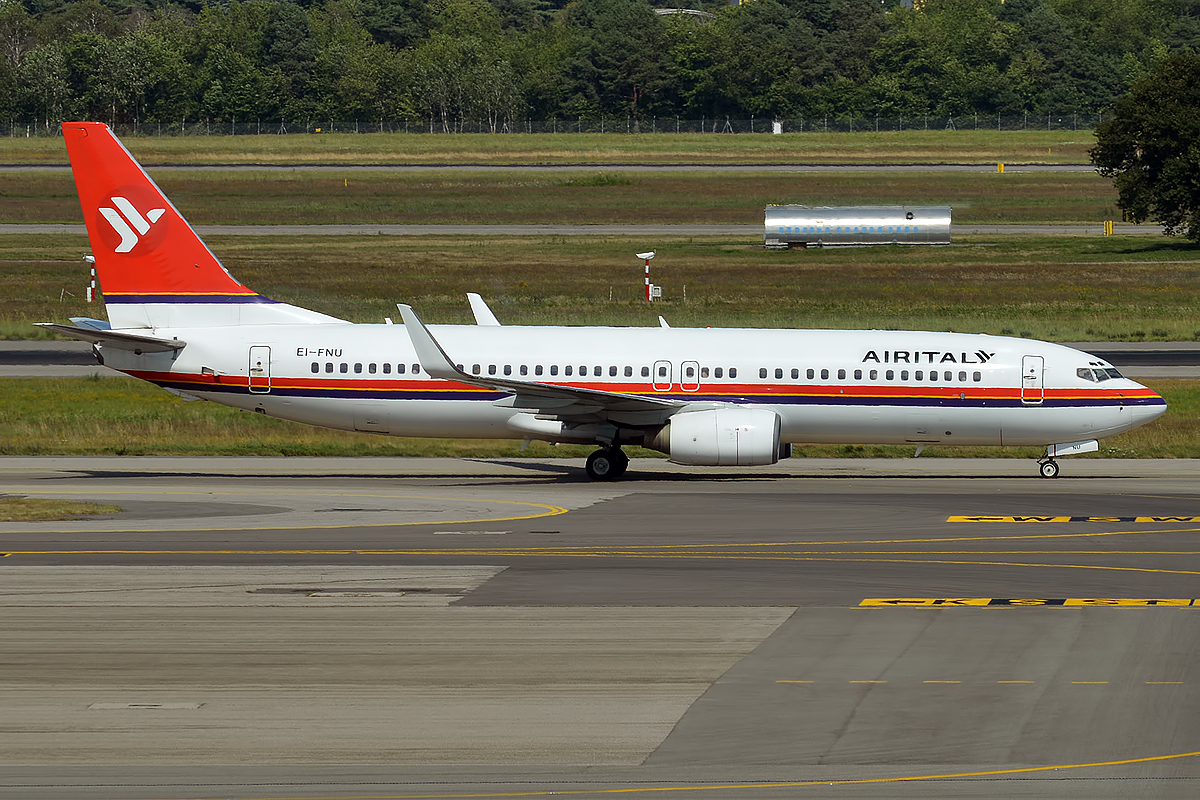
Un Boeing 737-800 in una livrea ibrida ereditata da Meridiana.

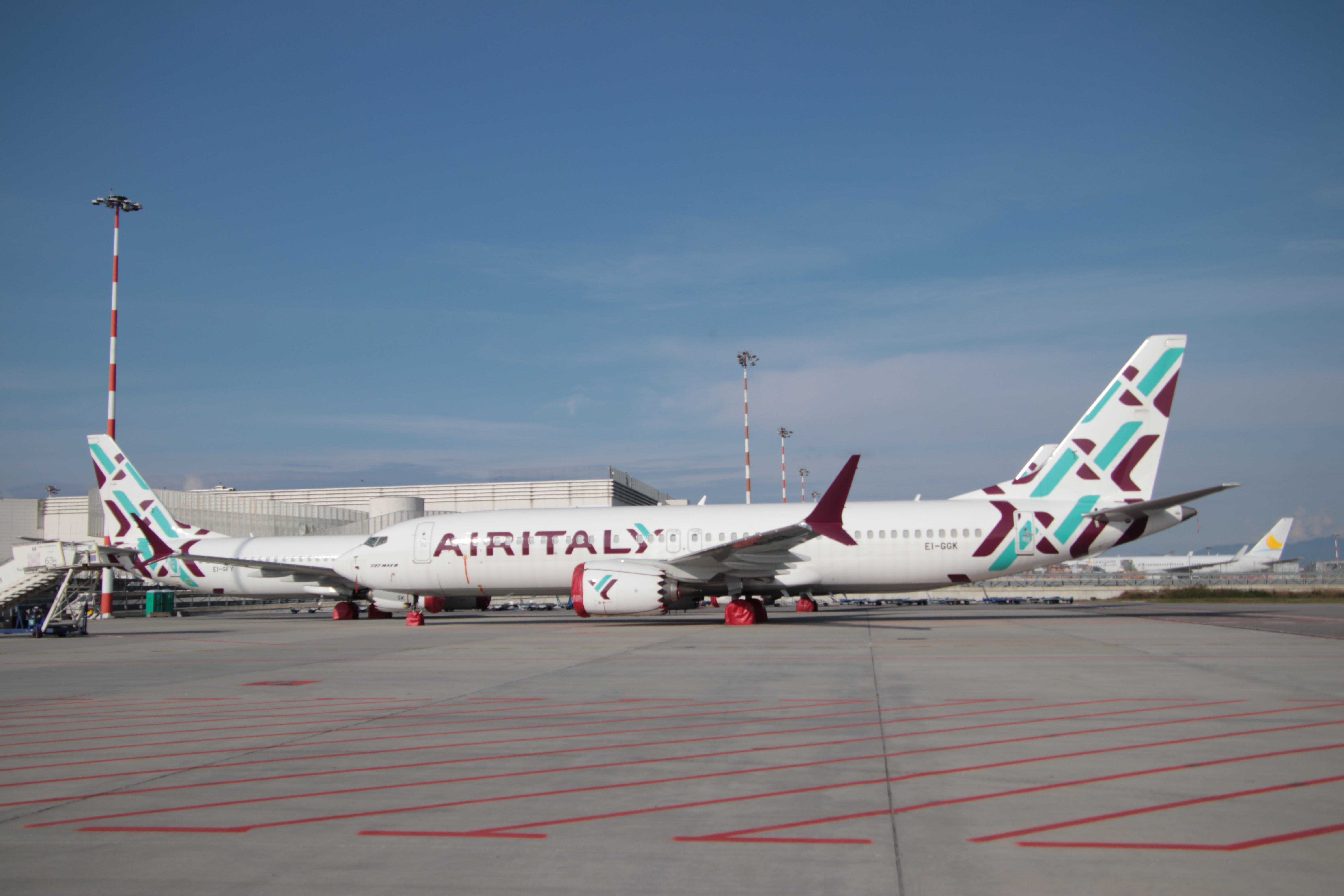
I tre Boeing 737 MAX 8 nell'aeroporto di Milano Malpensa.

Air Italy S.p.A. è stata una compagnia aerea italiana con sede nell'aeroporto di Olbia-Costa Smeralda e hub principale presso l'Aeroporto di Milano-Malpensa.
La compagnia era controllata direttamente dalla finanziaria AQA Holding, a sua volta controllata da Alisarda S.p.A. per il 51% e da Qatar Airways Company per il restante 49%.
L'11 febbraio 2020 la società deliberava la liquidazione in bonis e la cessazione delle attività di volo, avvenute il 25 febbraio successivo.

## Storia
La società fu fondata nel marzo 1963 con la ragione sociale Alisarda S.p.A. con l'intento di facilitare il flusso turistico verso la Sardegna, soprattutto nella parte nord-orientale (Olbia e Costa Smeralda). Nel 1991 la denominazione fu cambiata in Meridiana.
Il 2 settembre 2017 Qatar Airways annunciò l'acquisto del 49% di AQA Holding, società finanziaria che controllava il 100% di Meridiana. Il 7 novembre fu comunicato che Meridiana avrebbe incorporato Air Italy, compagnia aerea nata nel 2005 e controllata dall'ottobre 2011.
Il 19 febbraio 2018 gli azionisti di AQA Holding presentarono un progetto di rilancio per Meridiana, che prevedeva, tra l'altro, l'adozione del nome Air Italy a partire dal 1° marzo 2018. 
Il primo volo Air Italy fu effettuato con un bireattore Boeing 767-300ER tra l'aeroporto di Milano-Malpensa e l'aeroporto Internazionale Moi, in Kenya, mantenendo il codice di vettore IATA "IG" ereditato da Meridiana.
Nell'estate 2018 furono inaugurate varie rotte per destinazioni nazionali (tra le quali Napoli, Lamezia Terme, Roma, Palermo e Catania) e all'estero (New York e Miami). Contestualmente si procedeva ad un rinnovamento della flotta, con la consegna dei nuovi Boeing 737 MAX 8 e Airbus A330-200 (questi ultimi in leasing da Qatar Airways).
Il 1º giugno 2018 fu effettuato il primo volo transatlantico tra l'aeroporto di Milano-Malpensa e l'aeroporto internazionale John F. Kennedy di New York, operato da un Airbus A330-200 in configurazione interna per 240 passeggeri.
Il 20 febbraio 2019 la compagnia ottenne il terzo posto, nella classifica redatta da Traveller Cellars in the Sky, per il miglior vino servito in business class.
L'11 febbraio 2020 l'assemblea degli azionisti deliberava lo scioglimento della società e la successiva liquidazione volontaria. Le operazioni di volo furono sospese il successivo 26 febbraio.
Il 25 agosto 2020 l'ENAC sospese la licenza di trasporto aereo dell'azienda.

## Destinazioni
Air Italy operava sia voli nazionali che internazionali.
- Le destinazioni nazionali servite dall'aeroporto di Milano-Malpensa erano: Cagliari, Catania, Lamezia Terme, Napoli, Olbia, Palermo e Roma-Fiumicino
- Le destinazioni nazionali servite dall'aeroporto di Olbia-Costa Smeralda erano: Bologna, Milano-Linate, Milano-Malpensa, Roma-Fiumicino e Verona;
- I voli internazionali erano effettuati dall’aeroporto di Milano-Malpensa verso: Accra, Bangkok, Il Cairo, Dakar, Nuova Delhi, L’Avana, Lagos, Los Angeles, Malé, Miami, Mombasa, Mosca, Mumbai, New York, San Francisco, Sharm el-Sheikh, Tenerife, Toronto e Zanzibar.

## Accordi di code-sharing
A novembre 2019 Air Italy intratteneva accordi di code sharing con le seguenti compagnie aeree:
- Aegean Airlines[16] (Star Alliance)
- Air Moldova
- Alaska Airlines[17](OW)
- Blue Air
- Bulgaria Air[18]
- British Airways (OW)
- EL AL[19]
- Finnair (OW)[19]
- Iberia (OW)
- LATAM Airlines Brasil[20] (OW)
- Qatar Airways[21] (OW)
- S7 Airlines (OW)

## Flotta

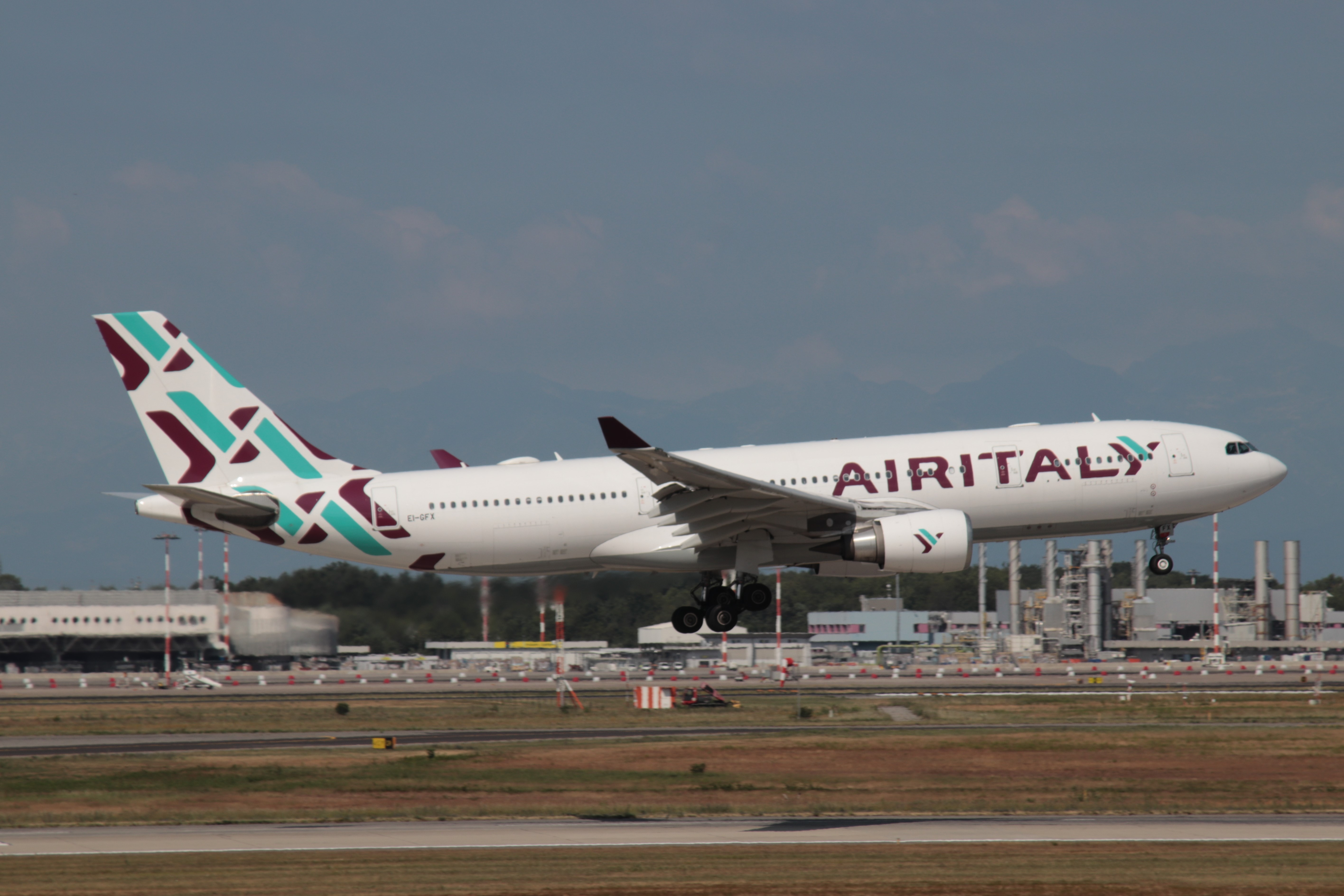
Un Airbus A330-200.

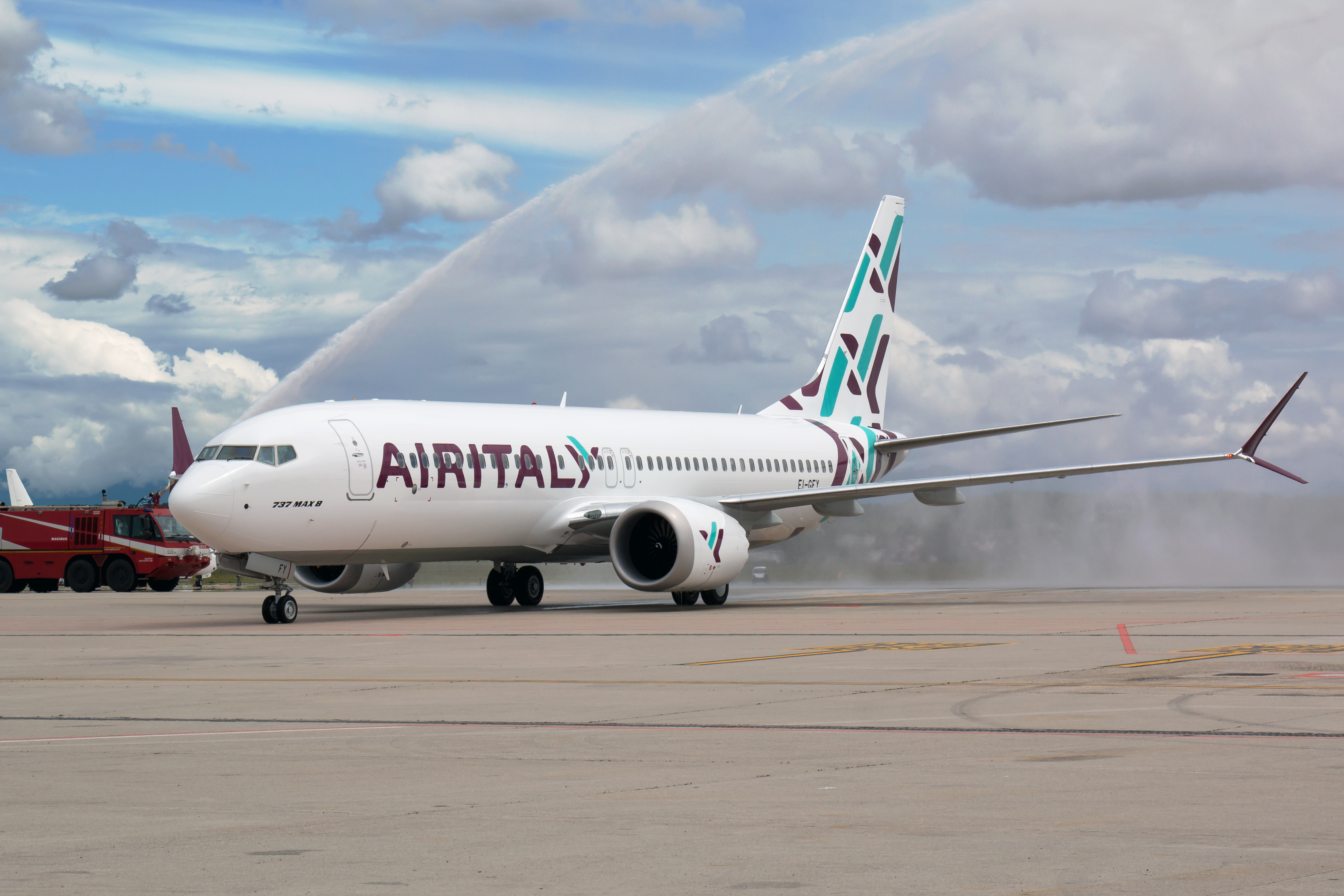
Un Boeing 737 MAX 8.

A febbraio 2020, la flotta Air Italy aveva un'età media di 14 anni e risultava composta dai seguenti tipi di aeromobili:

### Sostituzioni a causa del blocco dei B737 MAX-8
In seguito al blocco internazionale di tutti i Boeing 737 MAX 8 per un grave incidente e data la presenza in flotta di tre esemplari (più due in fase di consegna) Air Italy predispose la loro provvisoria sostituzione con noleggi alternati di vari velivoli equipollenti di aerolinee europee.

### Ipotesi flotta futura corto/medio raggio
In un annesso al bilancio 2018 fu riportato che la flotta futura a corto raggio si sarebbe orientata su velivoli di costruzione Airbus. Sarebbero verosimilmente potuti provenire da Qatar Airways dove vari A320 erano in fase di sostituzione con A321neo. I velivoli sarebbero stati scelti nell'ottica di omogeneità tecnica a largo spettro con la flotta di lungo raggio. Questa fu la prima evidenza della prevista radiazione del Boeing 737MAX 8.

### Flotta storica
Nel corso degli anni Air Italy ha utilizzato i seguenti tipi di aeromobili:

## Servizi a bordo
Su tutti i voli Air Italy era presente la rivista mensile di bordo, Atmosphere, ereditata da Meridiana.

### Classe affari
La classe affari Air Italy era offerta su tutti i voli operati con Boeing 737-800, Embraer 190 (noleggiati da Bulgaria Air) e Airbus A330-200. Nei primi due la configurazione era rispettivamente 3-3 con il sedile centrale bloccato nel primo e 2-2 per nel secondo; non c'erano sistemi di intrattenimento ma i passeggeri potevano usufruire del collegamento Wi-Fi durante tutto il volo; era offerta inoltre una bevanda di benvenuto, un pasto e bevande. Sugli Airbus A330-200 la configurazione era 2-2-2, con sedili reclinabili di 180° e con uno spazio di 78 pollici tra un sedile e l'altro; era inoltre offerto un pigiama, pantofole e una pochette.

### Classe economica
La classe economica Air Italy era presente su tutti gli aeromobili. Sui Boeing 737-700, 737-800, 737-300 (questi ultimi noleggiati da Tayaran Jet e Lumiwings) e sull'Airbus A320 la configurazione era 3-3; sugli Embraer 190 la configurazione era 2-2. Venivano offerti snack e una selezione di bevande. Sugli Airbus A330-200 la configurazione era 2-4-2 ed era installata una presa USB, il Wi-Fi satellitare a bordo utilizzabile per tutto il volo e un sistema di intrattenimento digitale. Su questi ultimi aeromobili venivano serviti solitamente due pasti completi di tre portate e uno snack, a scelta tra dolce o salato, del nuovo brand "Le Delizie", il tutto accompagnato da una serie di bevande e un corredo di posate in acciaio insieme con un tovagliolo di stoffa.

### Intrattenimento a bordo
L'intrattenimento a bordo era offerto solo sugli Airbus A330-200: erano dotati di schermi televisivi individuali ed ogni passeggero poteva scegliere tra vari contenuti multimediali. In più ogni sedile era dotato di una presa USB.

## Programma frequent flyer
Il programma frequent flyer era denominato MyAirItalyClub, grazie al quale si potevano accumulare punti Avios. Gli iscritti al programma potevano accumulare i punti volando anche con Iberia e British Airways oppure soggiornando in hotel, noleggiando auto o acquistando merce di consumo. Era possibile anche trasformare i punti Esselunga in Avios e utilizzarli per effettuare voli con Air Italy, British Airways e Iberia o anche per ottenere l’upgrade della carta MyAirItalyClub al livello Silver o Gold.

## Sponsorizzazioni
Air Italy fu sponsor ufficiale della squadra di pallacanestro Polisportiva Dinamo (meglio nota come Dinamo Sassari).